# FA Women's Community Shield
FA Women's Community Shield là một trận đấu tranh siêu cúp bóng đá tại Anh. Trận đấu này tương đương với FA Community Shield của bóng đá nam. Trận đấu diễn ra trước khi mùa giải mới bắt đầu giữa đội vô địch của FA Women's Premier League và FA Women's Cup. Khi đội vô địch Premier League cũng vô địch Cúp FA, đội á quân Cúp FA sẽ tham gia trận đấu này.
Hiệp hội bóng đá Anh (FA) tổ chức trận đấu đầu tiên vào năm 2000 khi đội đoạt cú đúp Charlton Athletic Women's có trận hòa với Arsenal Ladies tại sân Craven Cottage (Fulham). Tiền thu về từ trận đấu được quyên góp cho quỹ từ thiện Breakthrough Breast Cancer.

## Các trận chung kết
Trận đấu không được tổ chức vào năm 2007 do trùng với World Cup.
- 2000 — Charlton Athletic 1–1 Arsenal
- 2001 — Arsenal 5–2 Doncaster Rovers
- 2002 — Fulham thắng Arsenal 5–3 trong loạt luân lưu.
- 2003 — Fulham 1–0 Doncaster Rovers
- 2004 — Charlton Athletic 1–0 Arsenal
- 2005 — Arsenal 4–0 Charlton Athletic
- 2006 — Arsenal 3–0 Everton
- 2008 — Arsenal 1–0 Everton

### Thành tích theo câu lạc bộ
| Câu lạc bộ        | Vô địch | Á quân | Năm vô địch                  |
| ----------------- | ------- | ------ | ---------------------------- |
| Arsenal           | 5       | 2      | 2000, 2001, 2005, 2006, 2008 |
| Charlton Athletic | 2       | 1      | 2000, 2004                   |
| Fulham            | 2       | –      | 2002, 2003                   |
| Everton           | –       | 2      | –                            |
| Doncaster Rovers  | –       | 2      | –                            |